# Monument national de Grand Staircase-Escalante
Le monument national de Grand Staircase-Escalante (en anglais, Grand Staircase-Escalante National Monument) est un monument national américain qui s’étend sur une superficie de 7 689 km2 au sud de l’État de l'Utah. Le monument se compose de trois régions géographiques principales : une partie du Grand Staircase, le plateau de Kaiparowits et le canyon de la rivière Escalante. C’est en 1996 que la zone fut déclarée monument national par le président Bill Clinton.
Une décision du président Donald Trump du 4 décembre 2017 réduit sa surface de 47 %, fait sans précédent par son ampleur dans l'histoire des monuments nationaux américains. Le 6 février 2020, l'administration Trump ouvre le Monument national de Grand Staircase-Escalante à l'exploitation minière et au forage. Ces deux décisions sont annulées par le président Joe Biden le 8 octobre 2021,, qui rétablit ses limites d'origine.

## Géographie
L'endroit figure parmi les plus reculés du pays ; il a été le dernier à être cartographié aux États-Unis contigus. Le monument national s’étend des villes de Big Water, Glendale et Kanab au sud-ouest, jusqu’aux villes d’Escalante et Boulder au nord-est. Sa taille est comparable à celle de l’État du Delaware.
L’ouest du monument national est dominé par le plateau de Paunsaugunt et la vallée de la rivière Paria, à la limite orientale du parc national de Bryce Canyon. Cette zone permet de visualiser les couches géologiques supérieures du Grand Staircase.
La section centrale est composée d’une zone élevée dénommée plateau de Kaiparowits lorsque regardée de l’ouest et dénommée Fifty-Mile Mountain (« Montagne de 50 miles ») lorsque regardée de l’est. Ce plateau s’étend du sud-est de la ville d’Escalante jusqu’au fleuve Colorado. Le versant occidental du plateau est une pente douce tandis que son versant oriental est une falaise de 650 mètres de haut.
Les Canyons of the Escalante débutent plus à l’est de ce plateau. Il s’agit d’une zone composée de nombreux canyons limitée plus à l’est par la Glen Canyon National Recreation Area. Cette zone est très appréciée des randonneurs.

## Gestion

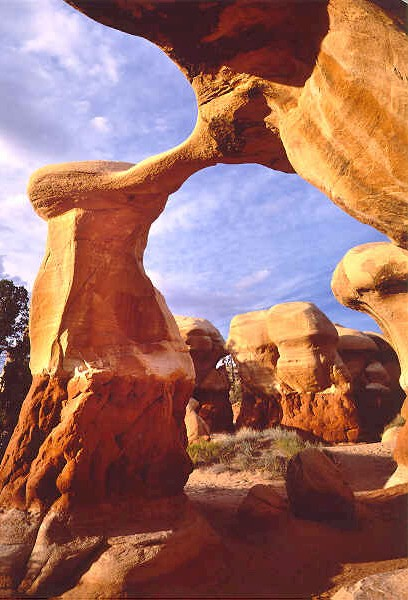
Metate Arches, Canyons of the Escalante.

Le monument national est géré par le Bureau of Land Management. Les centres d’accueil pour les touristes sont localisés à Cannonville, Big Water, Escalante et Kanab.

## Paléontologie
Depuis l’an 2000, de nombreux fossiles de dinosaures âgés de 75 millions d’années ont été découverts dans le Grand Staircase-Escalante. Une nouvelle espèce de dinosaures a été mise au jour dans le parc en 2002. Son nom, Gryposaurus monumentensis, fut créé le 3 octobre 2007 dans la revue Zoological Journal of the Linnean Society. Ce dinosaure, qui mesurait environ 10 mètres de long pour 3 mètres de haut, possédait une mâchoire puissante garnie de plus de 800 dents,. Beaucoup de spécimens découverts à proximité du plateau sont conservés dans le Muséum d'Histoire naturelle de l'Utah (Utah Museum of Natural History).

## Sites
- Devils Garden : jardin de pierres aux formes les plus diverses : dômes, arches (Metate Arch, Mano Arch...), hoodoos ou cheminées de fées.
- Escalante Petrified Forest State Park : ce parc situé dans le Monument National protège de superbes arbres fossilisés.
- Canyons de la Rivière Escalante : Calf Creek Canyon (avec la Chute Calf Creek), Neon Canyon, Zebra Canyon...
- Coyote Gulch : affluent de l'Escalante, abrite de nombreuses formations géologiques : Coyote Gulch Canyon, Coyote Natural Bridge, Stevens Arch, Peek-a-Boo Gulch...
- Willis Creek et son étroit canyon
- Grosvenor Arch, monumentale double arche en grès

## Histoire contemporaine

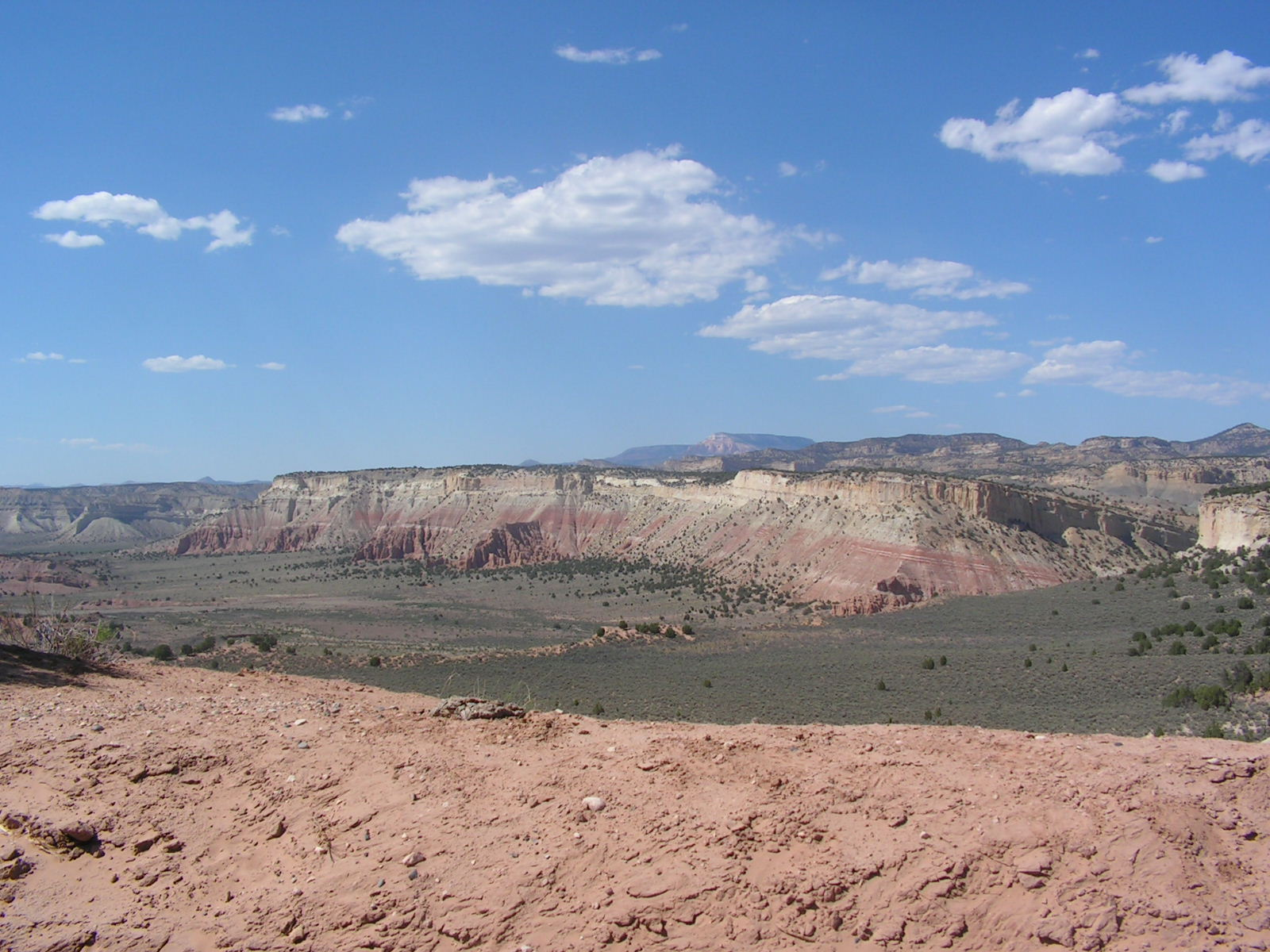
Vue de l'ensemble du site.

L’Homme ne s’est pas tout de suite installé dans la région de façon permanente. La zone a été habitée vers l’an 500 par les Fremonts et les Pueblos. Les Fremonts chassaient le gibier et récoltaient des fruits au sommet du plateau tandis que les pueblos vivaient de l’agriculture dans les canyons. Ils y cultivaient du maïs et des pois tout en vivant dans des maisons de type troglodyte. Des vestiges et des pétroglyphes de l’époque sont visibles dans tout le monument national. Les premiers explorateurs originaires d’Europe sont arrivés dans la région en 1866 lorsque le capitaine James Andrus mena une exploration vers la source de la rivière Escalante.
En 1879, l'expédition San Juan traversa la zone pour atteindre le sud-est de l’Utah. Ils nommèrent la route étroite empruntée Hole in the Rock. Ils mirent six semaines pour pouvoir faire passer leurs chariots à travers cette zone.

### Proclamation et controverse

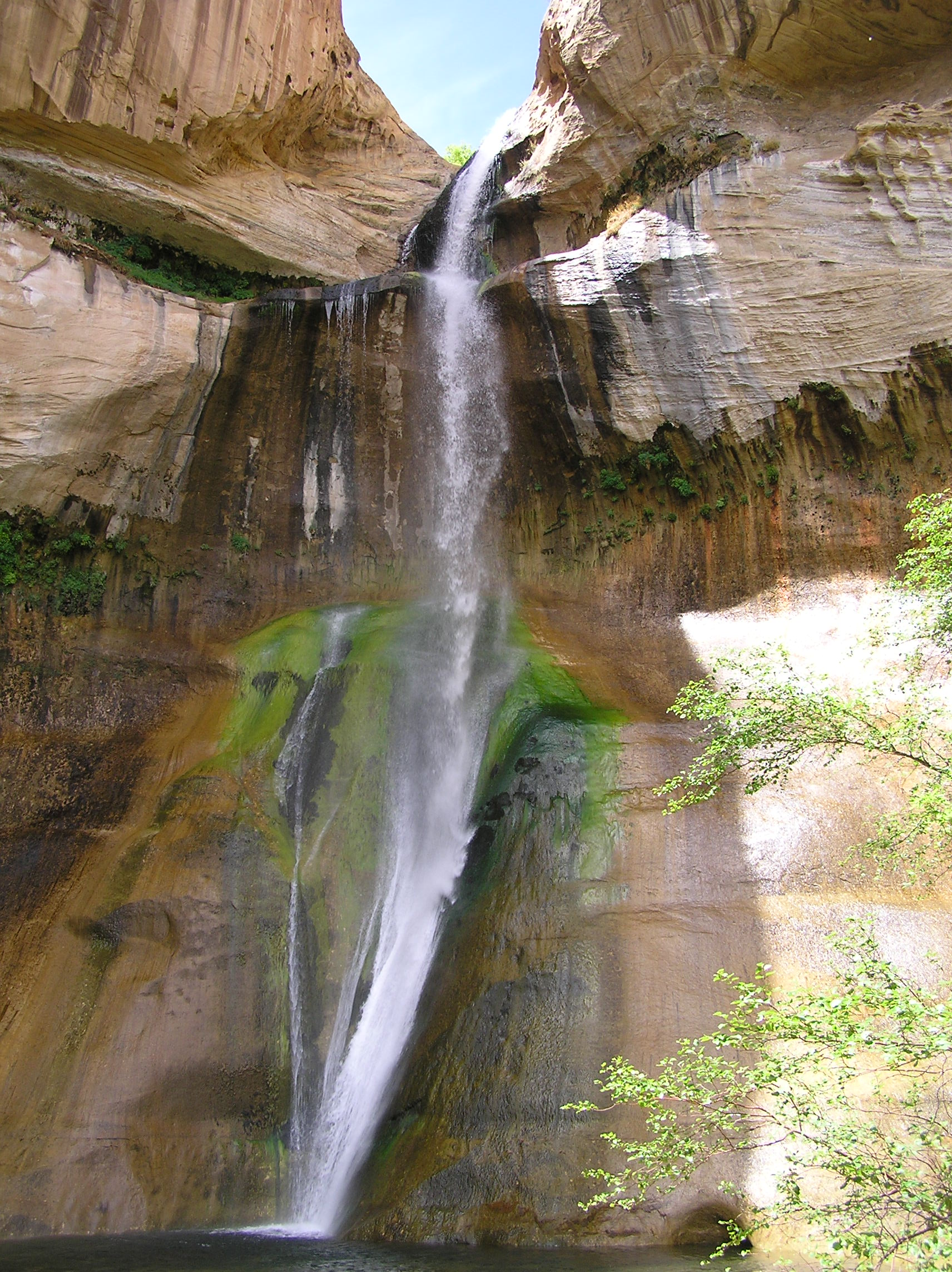
Chute basse de Calf Creek.

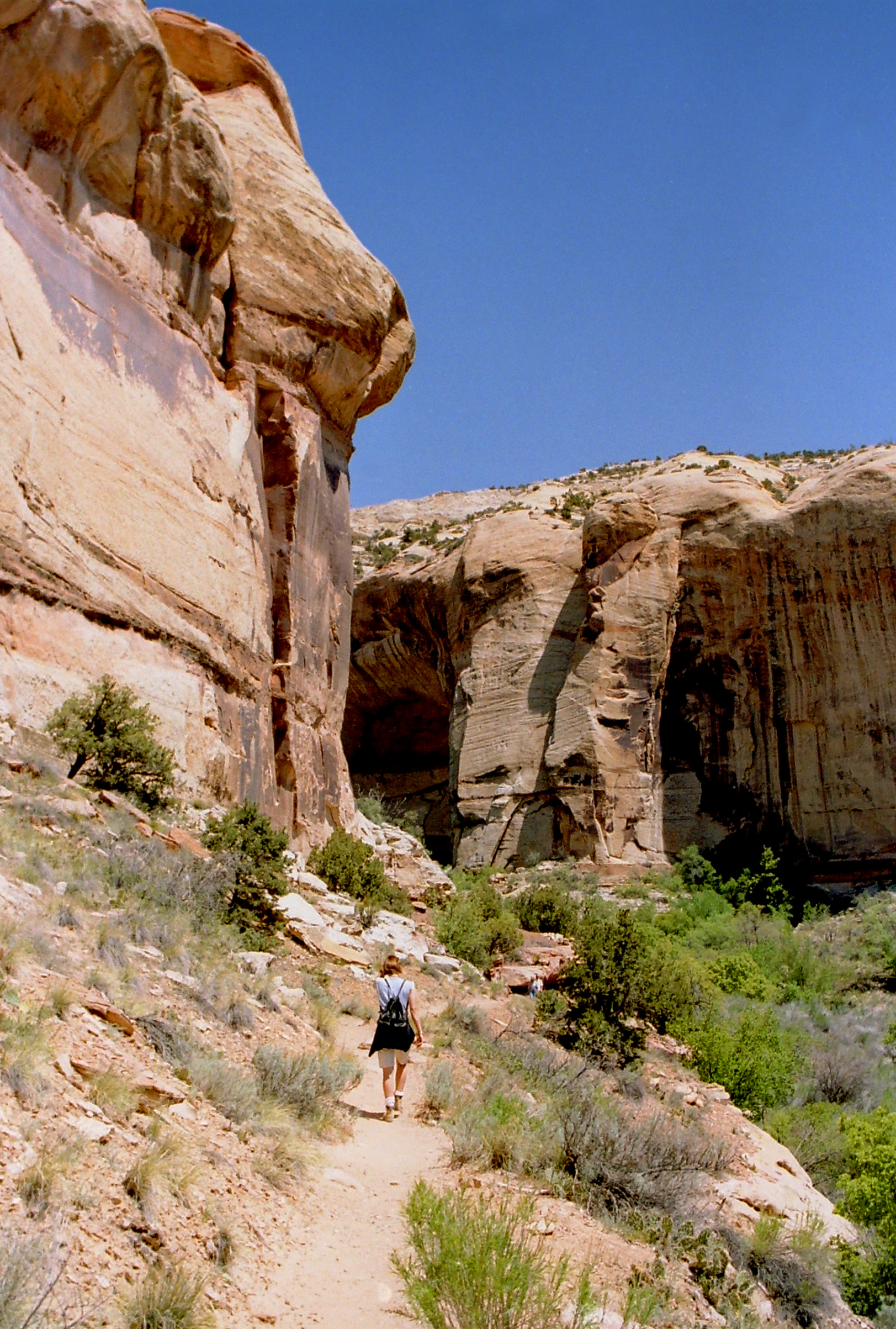
Calf Creek Canyon.

Le lieu fut déclaré monument national en septembre 1996 par le président Bill Clinton ce qui amena une controverse. La cérémonie fut en effet tenue dans le parc national du Grand Canyon en Arizona et non pas dans l’Utah. Les personnalités politiques de l’Utah dont le gouverneur ne furent averties de la chose que 24 heures avant la cérémonie. Certains disent que cela aida Bill Clinton à remporter les élections présidentielles dans l’État de l’Arizona avec une marge de 2,2 %. Par contre, il fut nettement battu en Utah par le républicain Bob Dole. Les élus de l’Utah s’en prirent à la nomination du monument en plaidant qu’une si importante zone ne pouvait pas être déclarée monument en se basant sur la loi Antiquities Act. La zone dérangea également une entreprise minière qui souhaitait ouvrir une mine sur le plateau tout en apportant de l’emploi à la région. Bien que n’étant pas comparable à une zone de protection environnementale, le fait de devenir un monument apporte à la zone plus de protection ce qui fit bien voir Bill Clinton des groupes environnementaux. Précédemment, la zone était en partie possédée par différents organismes publics (School and Institutional Trust Lands) et il fallut les dédommager des pertes ce qui fut réalisé en 1998 après approbation d’une loi.